# ビブ郡 (アラバマ州)
ビブ郡（英: Bibb County）は、アメリカ合衆国アラバマ州の中央部に位置する郡である。2010年国勢調査での人口は22,915人であり、2000年の20,826人から10.0%増加した。郡庁所在地はセンタービル市（人口2,778人）であり、同郡で人口最大の都市はブレント市（人口4,947人）である。郡名は初代アラバマ州知事を務めたウィリアム・W・ビブに因んで名付けられた。基本的にアルコール飲料の販売が禁止されている「ドライ郡」（禁酒郡）である。

## 歴史
ビブ郡となった地域は1818年2月7日に「カホーバ郡」として設立され、郡名はカホーバ川から採られた。この川は現在カハバ川と呼ばれており、その語源はチョクトー語で「上流の水」を意味していた。1820年12月4日、郡名がビブ郡に変更された。

## 地理
アメリカ合衆国国勢調査局に拠れば、郡域全面積は626.16平方マイル (1,621.7 km2)であり、このうち陸地623.03平方マイル (1,613.6 km2)、水域は3.14平方マイル (8.1 km2)で水域率は0.50%である。

### 交通

#### 主要高規格道路
- アメリカ国道11号線
- アメリカ国道82号線
- アラバマ州道5号線（英語版）
- アラバマ州道25号線（英語版）
- アラバマ州道58号線（英語版）
- アラバマ州道139号線（英語版）
- アラバマ州道209号線（英語版）
- アラバマ州道219号線（英語版）

#### 鉄道
- ノーフォーク・サザン鉄道

### 隣接する郡
- ジェファーソン郡 - 北
- シェルビー郡 - 北東
- チルトン郡 - 南東
- ペリー郡 - 南西
- ヘイル郡 - 南西
- タスカルーサ郡 - 北西

### 国立保護地域
- カハバ川国立野生生物保護区
- タラデガ国立の森（部分）

## 人口動態
以下は2000年の国勢調査による人口統計データである。
| 基礎データ - 人口: 20,826人 - 世帯数: 7,421 世帯 - 家族数: 5,580 家族 - 人口密度: 13人/km2（33人/mi2） - 住居数: 8,345軒 - 住居密度: 5軒/km2（13軒/mi2） 人種別人口構成 - 白人: 76.66% - アフリカン・アメリカン: 22.20% - ネイティブ・アメリカン: 0.24% - アジア人: 0.08% - 太平洋諸島系: 0.01% - その他の人種: 0.29% - 混血: 0.51% - ヒスパニック・ラテン系: 1.01% | 年齢別人口構成 - 18歳未満: 25.4% - 18-24歳: 9.5% - 25-44歳: 30.9% - 45-64歳: 22.7% - 65歳以上: 11.6% - 年齢の中央値: 35歳 - 性比（女性100人あたり男性の人口） - 総人口: 106.6 - 18歳以上: 107.0 世帯と家族（対世帯数） - 18歳未満の子供がいる: 34.4% - 結婚・同居している夫婦: 58.4% - 未婚・離婚・死別女性が世帯主: 12.7% - 非家族世帯: 24.8% - 単身世帯: 22.1% - 65歳以上の老人1人暮らし: 9.4% - 平均構成人数 - 世帯: 2.64人 - 家族: 3.08人 | 収入と家計 - 収入の中央値 - 世帯: 31,420米ドル - 家族: 37,230米ドル - 性別 - 男性: 30,413米ドル - 女性: 21,070米ドル - 人口1人あたり収入: 14,105米ドル - 貧困線以下 - 対人口: 20.6% - 対家族数: 14.9% - 18歳未満: 27.6% - 65歳以上: 18.8% |

## 州政府の機関
アラバマ州矯正省がブレント市にあるビブ矯正施設を運営している。

## 都市と町

### 都市
- ブレント
- センタービル - 郡庁所在地

### 町
- バンス（一部はタスカルーサ郡）
- ウェストブロックトン
- ウッドストック（一部はタスカルーサ郡）

### 未編入の町
- ブライアフィールド
- グリーンポンド
- ローリー
- ランドルフ

## 見どころ
郡内にタラデガ国立の森があり、またカハバ川も流れていて、特徴あるカハバ・ユリ（Hymenocallis coronaria）を見るために観光客が訪れている。